# Okręg wyborczy Birmingham East
Okręg wyborczy Birmingham East powstał w 1885 r. i wysyłał do brytyjskiej Izby Gmin jednego deputowanego. Okręg obejmował wschodnią część miasta Birmingham. Został zlikwidowany w 1918 r.

## Deputowani do brytyjskiej Izby Gmin z okręgu Birmingham East
- 1885–1886: William Cook, Partia Liberalna
- 1886–1895: Henry Matthews, Partia Konserwatywna
- 1895–1910: John Benjamin Stone, Partia Konserwatywna
- 1910–1918: Arthur Steel-Maitland, Partia Konserwatywna